# Aalen
Aalen (in alemanno Oole) è una città di 68 816 abitanti (dato del 31-12-2022) situata nella parte orientale del Baden-Württemberg 67 km circa a est di Stoccarda e 48 km a nord di Ulma e a 429 metri sul livello del mare.
Fa parte del circondario di Ostalb, ossia del circondario (Kreis) del Giura orientale (in tedesco Ostalb).
Possiede manifatture di lana e cotone, oltre che alcune industrie del settore chimico, metallurgico e per la lavorazione del cuoio; nelle vicinanze della città si trovano vasti giacimenti di ferro.
Aalen si fregia del titolo di Grande città circondariale (Große Kreisstadt).
Il termine Aaleniano, proposto dal geologo Karl Mayer-Eymar, deriva dalla città di Aalen e sta ad indicare un piano geologico che segna il passaggio tra le formazioni del Lias e quelle del Dogger.

## Geografia fisica
Aalen è situata sul corso superiore del fiume Kocher, denominato Kocher Bianco, ai piedi del Giura svevo, a sud e sud-est e vicino alla catena collinare chiamata Ellwanger Berge a nord.
Il fiume Kocher attraversa la città provenendo da Oberkochen a sud, nel suo corso attraversa il quartiere di Unterkochen e poi il centro della città dove sfocia l'Aal, un piccolo corso d'acqua che si estende solo sul territorio cittadino. Successivamente, il Kocher attraversa il quartiere di Wasseralfingen, poi lascia la città diretto verso Hüttlingen.
Nei pressi della città originano anche i fiumi Rems (vicino a Essingen, a ovest di Aalen) e Jagst (vicino a Unterschneidheim, a est di Aalen) entrambi affluenti del Neckar.
L'altitudine al centro di piazza del mercato è pari a 430 m s.l.m.. Il punto più basso del territorio è il fiume nei pressi Lein Rodamsdörfle, il punto più elevato è il monte Grünberg, vicino a Unterkochen a 733 m s.l.m..

### Geologia
Il territorio di Aalen si estende su tutti e tre i gruppi litostratigrafici presenti nel sud della Germania: la parte meridionale della città e il massiccio Flexner sono sulla sommità del Giuria Bianco, il centro della città si trova sul Giura Bruno e una parte di Wasseralfingen è sul Giura Nero.
La maggior parte del territorio è di formazione di Opalinusto (Formazione Clay Opalinum) della suddivisione Aaleniana, da cui prende il nome Aalen. Sulla Sandberg, il Schnaitberg e le colline Schradenberg, tutti nella parte occidentale di Aalen, l'"arenaria di ferro" emerge alla superficie.
Sulle colline di altre zone della città, prevalgono sabbie (Goldshöfer Sande), ghiaia e detriti residui. Il centro storico di Aalen e le altre zone della valle del Kocher si trovano completamente su una pianura alluvionale costituita da terriccio (Auelehm) e ghiaia, sul letto del fiume che ha riempito la valle.
La maggior parte del Dewangen e Fachsenfeld giacciono su formazioni di Jurensismergel (Jurensis Marl), Posidonienschiefer (cfr. Posidonia Shale), Amaltheenton (Amalthean Clay), Numismalismergel (Numismalis Marl) e Obtususton (obtusus Argilla, dal nome del Asteroceras obtusum) riuscendo da sud a nord, tutti appartenenti al Giurassico.
Fino al 1939 sulla collina Braunenberg si estraeva minerale di ferro.

### Estensione del territorio della città
Il territorio della città si estende per 18 km in direzione nord-sud e 25 km in direzione est-ovest. La superficie è pari a 14 662,8 ettari dei quali il 42,2% (6.186,2 ettari) sono area agricola utilizzata e il 37,7% (5 534,9 ettari) sono foresta. L'11,5% (1 692,3 ettari) è edificato oppure edificabile, il 6,4% (932,8 ettari) è usato per infrastrutture stradali.
Le infrastrutture sportive, ricreative e i parchi costituiscono l'1% (152,7 ettari), altri settori 1,1% (163,9 ettari).
Lista dei quartieri:
Kernstadt (Aalen)
- area in km²: 30,62
- residenti: 34.466
- Hammerstadt, Hofherrnweiler, Mädle, Mantelhof, Neßlau, Oberrombach, Unterrombach.

Dewangen
- area in km²: 16,53
- residenti: 3.183
- Aushof, Bernhardsdorf, Bronnenhäusle, Degenhof, Dreherhof, Faulherrnhof, Freudenhöfle, Gobühl, Großdölzerhof, Haldenhaus, Hüttenhöfe, Kleindölzerhof, Kohlhöfle, Langenhalde, Lusthof, Neuhof, Rauburr, Reichenbach, Riegelhof, Rodamsdörfle, Rotsold, Schafhof, Schultheißenhöfle, Streithöfle, Tannenhof, Trübenreute.

Ebnat
- area in km²: 21,16
- residenti: 3.327
- Affalterwang, Diepertsbuch, Niesitz.

Fachsenfeld
- area in km²: 3,95
- residenti: 3.605
- Bodenbach, Hangendenbuch, Himmlingsweiler, Mühlhäusle, Scherrenmühle, Waiblingen.

Hofen
- area in km²: 12,58
- residenti: 2.080
- Attenhofen, Fürsitz, Goldshöfe, Heimatsmühle, Oberalfingen, Wagenrain.

Unterkochen
- area in km²: 21,44
- residenti: 4.927
- Birkhöfe, Glashütte, Neukochen, Neuziegelhütte, Stefansweilermühle.

Waldhausen
- area in km²: 24,38
- residenti: 2.335
- Arlesberg, Bernlohe, Beuren, Brastelburg, Geiselwang, Hohenberg, Neubau, Simmisweiler.

Wasseralfingen
- area in km²: 15,97
- residenti: 11.767
- Affalterried, Brausenried, Erzhäusle, Heisenberg, Mäderhof, Onatsfeld, Rötenberg, Röthardt, Treppach, Weidenfeld.

### Clima
Siccome Aalen si estende sulle scarpate del Giura Svevo, l'Albuch e paesaggi Härtsfeld, e trascende un dislivello di 355 metri, il clima varia da distretto a distretto.
I seguenti dati provengono dalla stazione meteorologica, situata tra il centro della città e Wasseralfingen a circa 48 ° 51'02 "N 10 ° 05'44" E / 48,85056 ° N 10,09556 ° E / 48,85056; 10,09556 (stazione meteo), ed è operativa dal 1991.
La durata del soleggiamento è di circa 1800 ore all'anno, che in media è di 4,93 ore al giorno. Così Aalen è superiore alla media tedesca di 1550 ore all'anno. Tuttavia, con 167 giorni di precipitazione, la regione Aalen è anche al di sopra della media tedesca del 138. La piovosità annuale è di 807 millimetri, che mette Aalen verso il centro moderato all'interno del Baden-Württemberg. La media delle fluttuazioni di temperatura va da -11,6 °C in gennaio a 32,7 °C in luglio; in seguito una temperatura annuale media di 9,9 °C. Qui Aalen come ranghi è ben al di sopra della media tedesca di 8,2 °C e il Baden-Württemberg media di 8,1 °C.

### Comuni confinanti
I seguenti comuni sono ai confini di Aalen. Essi sono elencati in senso orario, iniziando a sud, con le loro rispettive distanze lineari dal centro della città di Aalen indicate tra parentesi:
Oberkochen (6 chilometri), Essingen (6 chilometri), Heuchlingen (11 chilometri), Abtsgmünd (9 km, 5,6 km), Neuler (10 chilometri), Hüttlingen (6 chilometri), Rainau (10 chilometri), Westhausen (9 km, 5,6 km), Lauchheim (12 km, 7,5 km), Bopfingen (20 chilometri) e Neresheim (20 chilometri), tutti nel distretto di Ostalbkreis, inoltre Heidenheim an der Brenz (18 chilometri) e Königsbronn (10 chilometri), sia nel distretto di Heidenheim.

## Storia

### Primi insediamenti
Le prime tracce di presenza umana nell'area sono testimoniate dai ritrovamento di utensili in selce e tracce di insediamenti risalenti al mesolitico datati tra l'VIII e il V millennio a.C. in diversi siti sulle rive del fiume Kocher e nelle valli dello Jagst.
Sull'altopiano Schloßbaufeld, situato dietro Kocherburg è stato ritrovato un insediamento collinare, il cui nucleo risale all'età del bronzo. Invece nella foresta di Appenwang nel quartiere di Wasseralfingen sono stati ritrovati tumuli della cultura di Hallstatt.
A Aalen e Wasseralfingen sono state ritrovate monete d'oro e d'argento di origine celta, i celti hanno eretto fortificazioni ed un muro in pietra presso Schloßbaufeld. Ulteriore testimonianza della presenza della cultura celtica è una Viereckschanze presso Heisenberg (Wasseralfingen).

### Periodo romano
Attraverso alcune mura di fondazione scavate attorno al 150 d.C. si è determinato che Aalen divenne parte dell'impero romano, nelle immediate vicinanze del Limes retico.
I Romani avevano eretto un castrum (lat. = castra-ae = accampamento) per ospitare l'unità di cavalleria Ala II Flavia milliaria, nota oggi come Kastell Aalen ("Fortezza romana di Aalen"). Il sito si trova a ovest rispetto al centro della città odierna, alla base della collina Schillerhöhe. Con circa 1.000 cavalieri, è stata la più grande fortezza di ausiliari lungo il Limes retico.
Altri insediamenti civili sono stati costruiti in posizione adiacente, a sud e a est. Attorno al 260, i Romani si ritirarono dietro la loro frontiera e, non avendo occupato la Germania, tornarono al fiume Reno e al Danubio, mentre gli Alemanni assunsero il controllo della regione. L'insediamento civile continuò a esistere. Non è stato tuttavia rilevato un insediamento continuo tra l'epoca romana e il Medioevo.

#### Fondazione della città
Gli archeologi, grazie alle scoperte di tombe alemanne risalenti al VII secolo, compresero la radice storica del villaggio di Aalen.
Alle pareti nord e ovest della chiesa di S. Giovanni, adiacente alla porta orientale della fortezza romana, furono aggiunte alcune pietre romane. L'edificio, tuttora esistente, risale probabilmente al nono secolo.
Nel Medioevo, la prima menzione di un luogo facente parte di Aalen, è dell'839, quando l'imperatore Luigi il Pio autorizzò il monastero di Fulda a concludere uno scambio immobiliare con il villaggio di Hammerstadt, allora conosciuto come Hamarstat. La stessa Aalen compariva per la prima volta in un inventario di Ellwangen Abbey, insieme ad un nobile mino di nome Corrado di Aalen. Questo nobile, probabilmente, aveva il suo castello in un sito a sud del centro della città di oggi ed è probabilmente passato all'abbazia di Ellwangen, poi alla Casa di Hohenstaufen, e infine alla Casa di Oettingen. Il 1426 è stata l'ultima volta che un membro di quella casa era attestato in connessione con Aalen. I documenti indicano che la città di Aalen fu fondata dagli Hohenstaufen tra il 1241 e il 1246, ma su un sito diverso da quello del villaggio, come dal nome, che si suppone distrutto nel 1388 nel corso della guerra tra l'Alleanza delle città sveve e dei Duchi di Baviera. Più tardi, i conti di Oettingen furono i capi della città, che è attestata per la prima volta nel 1340. Diedero  in pegno la città al conte Eberhard II e quindi alla Casa del Württemberg nel 1358 o 1359 in cambio di una somma di denaro.

### Città imperiale

#### Designazione come città imperiale

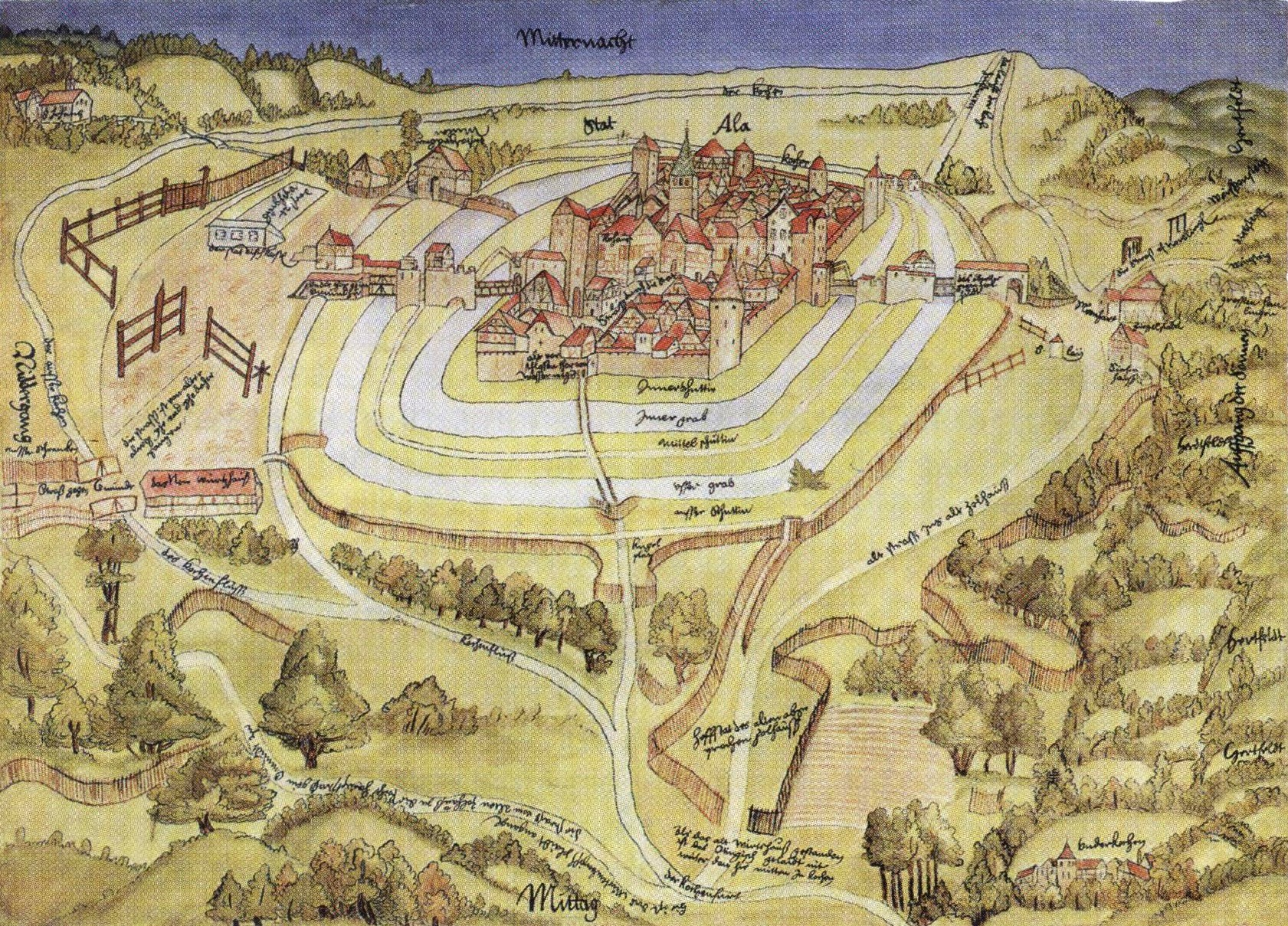
Cartina della città di Aalen nel 1528

Nella guerra del Sacro Romano Impero contro il Württemberg, l'imperatore Carlo IV, ha preso la città di Aalen dopo un assedio senza combattere. Il 3 dicembre 1360, ha dichiarato Aalen una città libera dell'Impero, una città responsabile solo per l'imperatore, che lo fu fino al 1803.
Nel 1377, Aalen aderì all'Alleanza delle città sveva e nel 1385, per la prima volta, il termine civitas apparve nel sigillo della città.
Nel 1398, invece, è stato concesso il diritto di tenere mercati mentre nel 1401 vi fu una giurisdizione adeguata. Tuttavia, Aalen non poteva acquisire un ampio territorio, consisteva solo della città stessa e di alcuni villaggi.
La vista sulla città antica è conservata ed è stata fatta nel 1528. È stato fatto come base di una querela della città contro i conti di Oettingen al Reichskammergericht a Speyer. Essa mostra Aalen circondato da mura, torri e fossati doppi. La situazione dei fossati, che aveva una cintura argine tra loro, è riconoscibile dai nomi delle strade di oggi di Nördlicher, Östlicher, Südlicher e Westlicher Stadtgraben (Nord, Est, Fossato meridionale e occidentale, rispettivamente). Il muro era di circa 6 metri di altezza, con 990 metri di lunghezza e chiusi su una superficie di 5,3 ettari. Sulla sua fondazione, la città aveva due porte della città: la Porta Superiore o Ellwangen, a est, e la porta di San Martino a sud. A causa di frequenti inondazioni, la porta di San Martino fu murata nel XIV secolo e sostituita dalla Porta di Basso o Gmünd costruita in Occidente prima del 1400. Più tardi, alcuni cancelli collaterali minori sono stati costruiti. Ha avuto luogo il Wettegasse (oggi Marktplatz, "piazza del mercato") e la Straße Reichsstädter. Così il corso del mercato è stato, come al solito ormai, da una porta all'altra, ma ad Aalen è stato piegato a L come tra il cancello meridionale (S. Martino) e quello orientale (Ellwangen).
Intorno al 1500, invece, il cimitero civico è stato trasferito dalla chiesa della città alla chiesa di San Giovanni. Nel 1514, il Vierundzwanziger ("Gruppo dei 24") è stata la prima assemblea costituita dai cittadini.

#### Riforma
Delegato dal duca Luigi III, il 28 giugno 1575, 30 anni dopo la morte di Martin Lutero, Jakob Andreae, professore e rettore dell'Università di Tubinga, è arrivato ad Aalen.
Il sermone ha convinto il sindaco e il consiglio dei cittadini ad adottare la riforma nella città. Andreae soggiornò in Aalen per quattro settimane per aiutare la città e i suoi cittadini all'adattamento. Questi portò con sé enormi cambiamenti, per cui il consiglio ha proibito al sacerdote cattolico di celebrare messe e sermoni. Tuttavia, dopo le vittorie degli eserciti imperiali all'inizio della Guerra dei Trent'anni, il Principe-Prepositura di Ellwangen, che era ancora titolare del diritto di patronato ad Aalen, fu in grado di restituire temporaneamente il cattolicesimo in Aalen. Dopo successi militari dell'Unione protestante, le pratiche della chiesa protestante furono istituite di nuovo.

#### Incendio della città del 1634
Nella notte del 5 settembre 1634, due insegne dell'esercito di Bernardo di Sassonia-Weimar combatterono contro l'alleanza degli svedesi e si ritirarono dopo la battaglia di Nördlingen incendiando due carri in polvere, per non cedere il materiale di guerra ai soldati croati già entrati in città e per impedire la loro avanzata. Il risultato è stato un incendio della città. Circa la sua estensione, esistono valutazioni diverse.
Secondo i conti del XVII secolo, la chiesa e tutti gli edifici della città, ad eccezione della torre Schwörturm, sono stati vittime del fuoco, e solo nove famiglie sopravvissute. La ricerca del XIX secolo fatta da Hermann Bauer, storico pastore luterano e locale, fu valutata non coerente ed esagerato, poiché è fuori discussione che la chiesa e gli edifici della città in una "piuttosto grande" circonferenza circoscritta attorno ad esso sono state distrutte. L'incendio ha distrutto anche l'archivio della città sistemato in un'aggiunta alla chiesa, con tutti i suoi documenti.
Dopo l'incendio, i soldati dei due eserciti hanno attraversato la città saccheggiandola gravemente. Ci sono voluti, infatti, quasi 100 anni perché la città riacquistasse di nuovo l'approccio di una popolazione di 2.000.
Truppe francesi attraversarono Aalen nel 1688 nel corso della guerra dei Nove anni, però, a differenza di altri luoghi, senza lasciarne danni gravi. I francesi riattraversarono il territorio di Aalen anche nel 1702 durante la guerra di successione spagnola e nel 1741 durante la guerra di successione austriaca.
Il crollo della Torre della Chiesa di Città nel 1765, essendo presumibilmente statica, non è stata presa in considerazione abbastanza bene per la ricostruzione dopo l'incendio della città del 1634. La torre crollando colpì due persone morti per le ferite, e distrusse, inoltre, la navata, lasciando solo la croce d'altare intatta. Le pareti restanti dovevano essere abbattute a causa del grande danno. La ricostruzione iniziò lo stesso anno, creando l'edificio ancora oggi esistente.
Il 22 novembre 1749 è stato firmato, ad Aalen, essendo una città imperiale e quindi neutrale, il protocollo di Aalen dal Ducato di Württemberg e il Principe-Prepositura di Ellwangen, che regolano la convivenza di luterani e cattolici romani nel luogo stabilito congiuntamente di Oberkochen.

#### Epoca napoleonica
L'attacco francese su Aalen del 1796 derivò un grave saccheggio durante la guerra della prima coalizione. La guerra della Seconda Coalizione si concluse nel 1801 con il trattato di Lunéville, che ha portato alla mediatizzazione tedesca del 1803 che ha assegnato la maggior parte delle città imperiali, ai Principati vicini. Aalen è stata assegnata per l'elettorato di Württemberg e divenne sede del Distretto ("Oberamt") di Aalen. Durante la guerra della Coalizione, il 6 ottobre 1805, Napoleone Bonaparte arrivò ad Aalen, portando insieme un esercito di 40.000.
Questo evento, insieme con le truppe bavaresi e austriache in movimento in alcuni giorni più tardi, ha causato miserie che secondo il segretario comunale "no piuma può descrivere".
Nel 1811, il comune di Unterrombach è formato da alcuni villaggi precedentemente appartenenti ad Aalen, alcuni ai Baroni di Wöllwarth, ed i villaggi ad est sono stati assegnati al comune di Unterkochen.
Nell'epoca delle guerre napoleoniche, le mura della città non erano più di utilizzo. Nel XVIII secolo, il mantenimento di mura, porte e torri è stato trascurato sempre di più. Per le riparazioni approfondite, i fondi non mancavano, almeno di fronte a delle spese enormi della guerra. A partire dal 1800, la maggior parte delle torri sono state demolite, gli altri edifici seguirono presto, per cui le fortificazioni sono oggi quasi completamente scomparse.

### Rivoluzione industriale

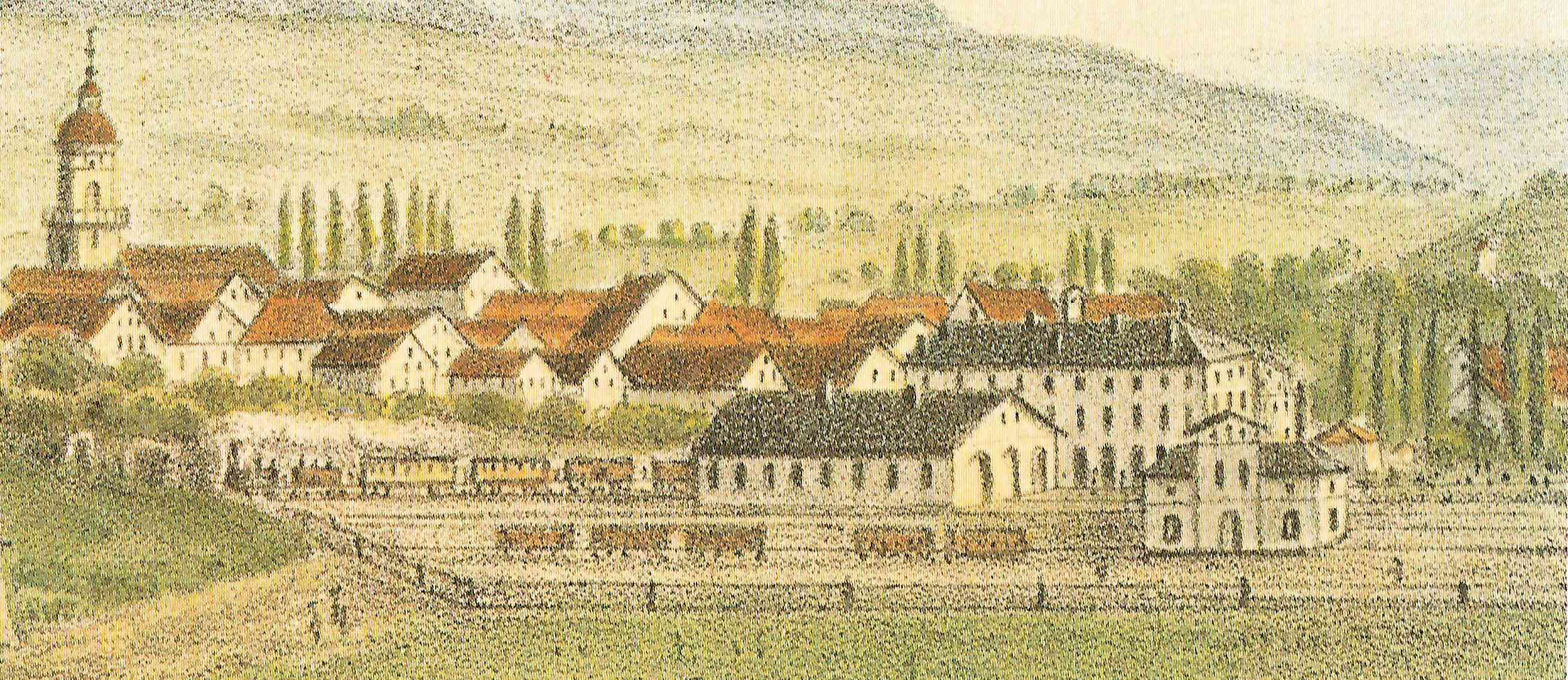
Aalen nach 1861-Ausschnitt

Prima della rivoluzione industriale, l'economia di Aalen è stata modellata dal suo ambiente rurale. Molti cittadini hanno perseguito l'agricoltura, oltre il loro mestiere. Un mestiere spesso perseguito era la concia, infatti, nella metà del XIX secolo, c'erano dodici concerie di Aalen nel importante mercato di vendita di Ulm. Si organizzavano e acquistavano tessiture, che producevano articoli di biancheria e di lana, e la cottura di pasta dolce e panpepato.
A Aalen, l'industrializzazione è diventata evidente molto lentamente. Un primo picco è stato il 1840, quando tre stabilimenti per le unghie e altre fabbriche emersero. È stato il collegamento con la rete ferroviaria e con l'apertura della linea ferroviaria Rems da Bad Cannstatt a Wasseralfingen nel 1861, che ha portato un lungo aumento industriale di Aalen, insieme con l'acciaieria reale (poi Schwäbische Hüttenwerke) in Wasseralfingen. Estensione della Ferrovia Rems di Nördlingen nel 1863, l'apertura della ferrovia Brenz nel 1864 e della Ferrovia Jagst Superiore nel 1866, hanno trasformato Aalen. Inoltre, tra il 1901 e il suo arresto nel 1972, la Ferrovia Härtsfeld ha collegato Aalen con Dillingen an der Donau via Neresheim.
Un impianto di manutenzione, una circolare, un ufficio amministrativo, due negozi di manutenzione dei binari e la stazione merci con una diramazione industriale hanno plasmato la città, in modo che Aalen in quel contesto storico è etichettata dagli storici di oggi come "città ferroviera".
Nel 1866, l'officina del gas Aalen è stata aperta e l'illuminazione a gas è stata introdotta.
Nel 1870, un moderno sistema di approvvigionamento idrico è stato avviato così come nel 1912 la rete elettrica. Nel 1935, finalmente, le luci di prima strada a trazione elettrica sono state installate.
Aalen per combattere la carenza di abitazioni da lotta durante e dopo la prima guerra mondiale, impostò le aree di caserma di regolamento a Schlauch e ad Alter.
Nonostante il settore è paralizzato dalla Grande depressione del 1929, i bagni pubblici al torrente Hirschbach sono stati modernizzati, ampliati e riaperti nel 1931.

### Epoca nazista

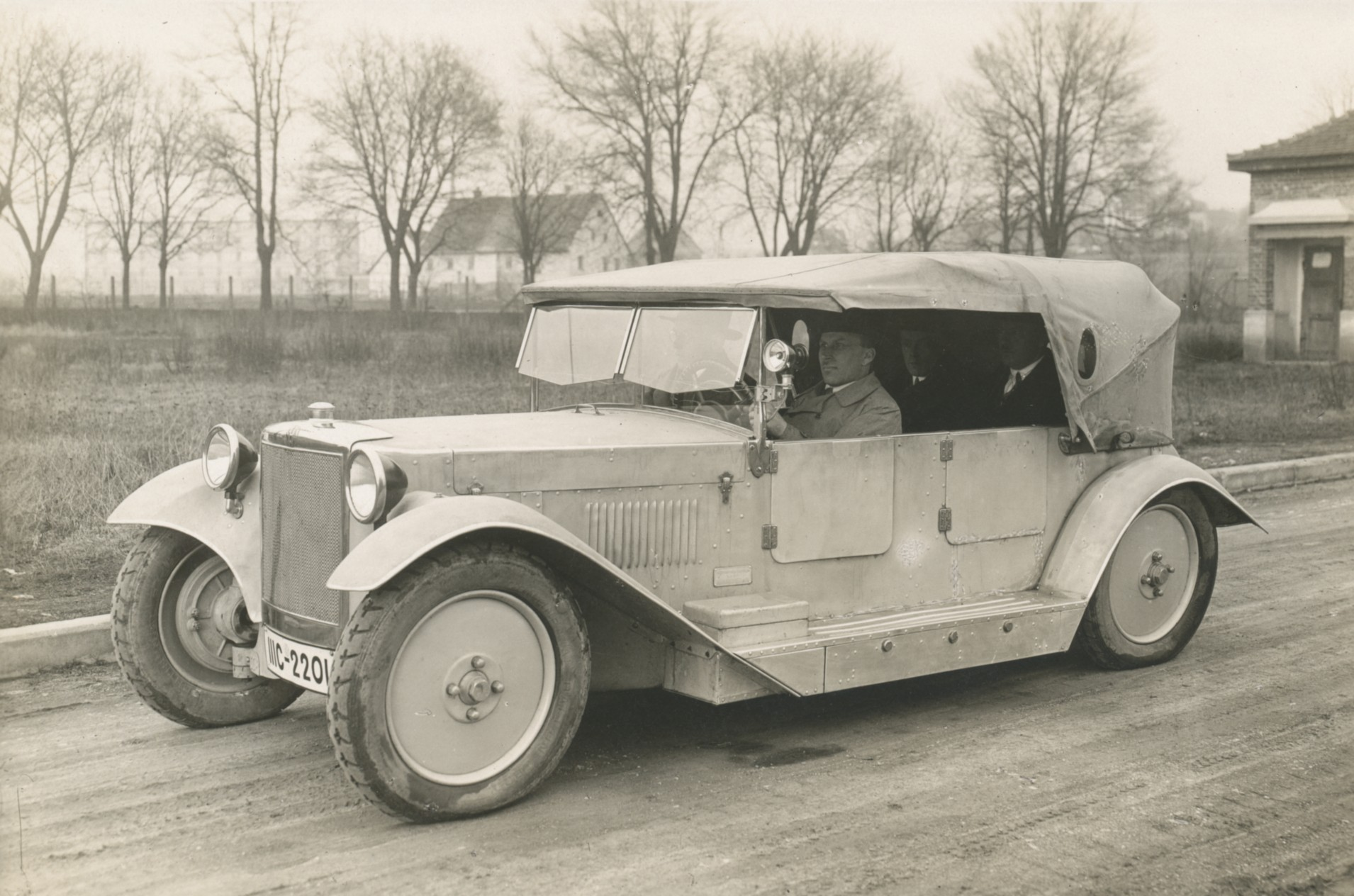
SHW Wagen 03

Nelle elezioni federali del 1932, il partito nazista è seguito sotto la media ad Aalen con il 25,8% dei voti rispetto al 33,1% a livello nazionale, essendo così secondo al Partito di Centro che ha portato a 26,6% (11,9% a livello nazionale) e davanti del Partito socialdemocratico di Germania con 19,8% (20,4%). Il partito nazista ha portato ancora al di sotto della media di tedeschi con 34,1% (43,9% a livello nazionale), ma è diventato il partito di gran lunga più forte di Aalen, seguito dalla parte centro inalterata a 26,6% (11,3%) e dai socialdemocratici (18,6% / 18,3%).
Durante il regime nazista in Germania, nel 1936, un quartiere militare di equitazione e scuola guida è stata distribuita in Aalen, così come un ufficio di rifornimento dell'esercito (Heeresverpflegungsamt), un ufficio arsenale filiale (Heeresnebenzeugamt) e un ramo dell'esercito munizioni istituto (Heeresnebenmunitionsanstalt).
Nel 1935, sono cominciate le fusioni con comuni limitrofi. Nel 1938, il Oberamt fu trasformato in Landkreis di Aalen e il comune di Unterrombach è stato sciolto. Il suo territorio era per lo più aggiunto a Aalen, con l'eccezione di Hammerstadt, che è stato aggiunto al comune di Dewangen. Forst, Rauental e Vogelsang sono stati aggiunti a Essingen (nel 1952 tutto il territorio comunale ex Unterrombach è stata incorporata in Aalen, con l'eccezione di Forst, che fa parte del Essingen).
Nel settembre del 1944, è stato messo su il campo di concentramento di Wiesendorf, un sottocampo di Natzweiler-Struthof. È stato designato per un numero di prigionieri tra 200 e 300, che sono stati costretti ai lavori forzati in imprese industriali nelle vicinanze. Fino allo scioglimento del campo nel febbraio del 1945, 60 prigionieri sono morti. Tra il 1946 e il 1957, gli edifici del campo furono abbattuti, le sue fondamenta sono ancora al loro posto in casa Moltkestraße 44/46. Inoltre, numerosi campi di lavoro dove esistevano prigionieri di guerra, donne e uomini provenienti da paesi occupati dalla Germania, sono stati raggruppati per lavorare per l'industria delle armi, in aziende importanti come Schwäbische Hüttenwerke e la fabbrica di macchine Alfing Keßler.
Aalen è stato per lo più risparmiata da attività belliche nella seconda guerra mondiale. È stato solo nelle ultime settimane della guerra che Aalen divenne bersaglio di guerra aerea, che ha portato alla distruzione e gravi danni di parti della città, dalla stazione ferroviaria ad altri impianti ferroviari. Una serie di attacchi aerei, che sono durati per più di tre settimane, ha avuto il suo picco il 17 aprile 1945, quando le United States Army Air Forces hanno bombardato la sede arsenale delle filiali e la stazione ferroviaria. 59 persone sono state uccise, più della metà dei quali sepolte dai detriti, e più di 500 persone hanno perso le loro case: 33 abitazioni, 12 edifici e altri 2 ponti sono stati distrutti; 163 edifici, tra cui 2 chiese sono state danneggiate e cinque giorni dopo i governanti nazisti di Aalen sono stati destituiti dalle forze statunitensi.

### Dopoguerra
Al momento della fondazione dello Stato di Baden-Württemberg nel 1952, Aalen divenne parte di quello Stato. Con il Baden-Württemberg e la riforma territoriale del 1973, il Distretto di Aalen è stato fuso nel distretto Ostalbkreis. Aalen divenne sede di quel distretto mentre nel 1975, il territorio della città ha raggiunto la sua dimensione attuale.
La popolazione di Aalen superò il limite di 20.000 abitanti stabilito dall'obbligo per lo Stato della Große Kreisstadt ("Gran città del distretto") nel 1946. Il 1º agosto 1947, Aalen è stata dichiarata Unmittelbare Kreisstadt ("città diretta del distretto"), e con l'entrata in vigore della Gemeindeordnung (codice comunale) del Baden-Württemberg il 1º aprile 1956, è stata dichiarata Große Kreisstadt (Gran città del distretto).

### Religione
Il 31 dicembre 2008, 51,1% degli abitanti della città intera erano membri della Chiesa cattolica, il 23,9% erano membri della Chiesa evangelico-luterana. Circa il 25% appartengono ad altre o a nessuna comunità religiosa oppure non ha fornito informazioni.
Il quartiere della città di Waldhausen era il quartiere con la più alta percentuale di abitanti cattolici romani (75,6%); il quartiere centrale era quello con la più alta percentuale di evangelico- luterana abitanti (25,6%), così come coloro che aderiscono alle altre o nessuna comunità religiose (32,5%).

#### Protestantesimo
La popolazione di Aalen in origine era soggetta alla jus patronatus di Ellwangen Abbey, e quindi soggetto alla Diocesi cattolica di Augsburg.
Con l'aiuto del duca di Württemberg, nel 1575 la riforma è stata attuata ad Aalen. Successivamente, Aalen fu una città prevalentemente protestante per secoli, con l'eccezione degli anni dal 1628 fino al 1632. Essendo una città imperiale, Aalen avrebbe potuto governare le sue questioni clericale da sola. Chierici, organisti e maestri di coro erano soggetti direttamente al consiglio comunale.
Dopo il passaggio al Württemberg nel 1803, Aalen divenne sede di un decanato.
Una chiesa molto utilizzata è la chiesa di San Giovanni, situata sul cimitero, ristrutturato nel 1561.
Poiché la popolazione Aalen è cresciuta nel XX secolo, più parrocchie sono state fondate: parrocchia di San Marco con la sua chiesa-edificio del 1967 e la parrocchia di San Martino con la sua chiesa del 1974. Un'altra chiesa, la Chiesa di Cristo, fu eretta nel 1912 e una parrocchia è stata fondata proprio nel 1947. In Fachsenfeld, una chiesa parrocchiale è stata costruita nel 1591, però un afflusso di cattolici nel XVIII secolo si stabilì lì. Altri quartieri di Aalen presenti sono rimasti per lo più cattolici dopo la Riforma, tuttavia Wasseralfingen stabilì una parrocchia luterana nel 1891 e una chiesa nel 1893, la chiesa di S. Maddalena. In Unterkochen, dopo la seconda guerra mondiale venne istituita una parrocchia come bene e una chiesa è stata costruita nel 1960. Tutti e quattro parrocchie appartengono al decanato di Aalen all'interno della Chiesa evangelico-luterana nel Württemberg. Inoltre, ad Aalen ci sono vecchie comunità Pietistiche.

### Cattolicesimo
I pochi cattolici del quartiere centrale di oggi erano inquadrati nella parrocchia di Unterkochen fino al XIX secolo, una situazione che continuò per alcuni anni anche dopo il completamento della Chiesa di Santa Maria nel 1868 costruita da Georg Morlok. Tuttavia, nel 1872, Aalen ha avuto giustamente la sua nuova parrocchia, e nel 1913, una seconda chiesa cattolica è stata completata, la Chiesa di Salvator, così come, nel 1969, la chiesa di Santa Croce. Nel 1963, una seconda parrocchia era già stata istituita, che nel 1972 ha una nuova chiesa, la Chiesa di Santa Maria nuova, che è stata eretta al posto della vecchia chiesa di Santa Maria, demolita nel 1968.
Un'altra chiesa della parrocchia, la seconda chiesa di S. Agostino, fu completata nel 1970.
Nel 1976 e nel 1988 finalmente, la Chiesa di Sant'Elisabetta e la Chiesa di San Tommaso sono state completate. Inoltre, nel 1963 l'ufficio di San Michele è esistente dal 1963.
Anche Hofherrnweiler è riuscita ad edificare la propria chiesa cattolica, quella di San Bonifacio, nel 1904. I villaggi di Dewangen, Ebnat, Hofen, Waldhausen e Wasseralfingen sono rimasti, dopo la riforma cattolica, inalterati in modo che parrocchie e chiese antiche possano ivi persistere. L'Assunzione di Maria, Chiesa in Dewangen, ha una torre prima gotica e una nuova navata del 1875. L'edificio di oggi della Chiesa Immacolata Concezione di Maria in Ebnat è stato costruito nel 1723, ma la chiesa è stata edificata la prima volta nel 1298.
La Santa Maria, Chiesa di UnterkochenHofen, e il San Giorgio sono chiese fortificate, le cui attuali navate centrali sono state costruite dal 1762-1775. Accanto alla chiesa, è in piedi una cappella tardo gotica di St. Odile, il cui ingresso porta inciso l'anno 1462. Fondazioni di edifici predecessori, invece, sono stati datati al secolo XI e XIII.
La Chiesa di Santa Maria di Unterkochen fu costruita per la prima volta nel 1248 e per lungo tempo servì ai cattolici di Aalen. Waldhausen ha la chiesa parrocchiale di San Nicola costruita dal 1699 fino al 1716. Wasseralfingen in un primo momento aveva una cappella ad Hofen, ma aveva anche una cappella, quella di Santo Stefano, che fu costruita presumibilmente nel 1353 e ampliata nel 1832. Nel 1834, una parrocchia è stata fondata mentre tra il 1881 e il 1883 fu costruita una nuova chiesa di Santo Stefano in architettura neoromanica, che è rimasta come punto di riferimento della parrocchia fino al presente.
Fachsenfeld ha avuto la propria chiesa: il Sacro Cuore del 1895. Tutte le parrocchie cattoliche all'interno di Aalen, sono oggi costituite da quattro unità pastorali nel decanato Ostalb della Diocesi di Rottenburg-Stoccarda, ma alcune di queste unità comprendono anche alcune parrocchie al di fuori di Aalen. L'Unità Pastorale comprende le parrocchie di Essingen, Dewangen e Fachsenfeld e la quarta, invece, comprende Hofen e Wasseralfingen, la quinta unità comprende sia le parrocchie del centro di Aalen e Hofherrnweiler, composto da cinque unità Waldhausen, Ebnat, Oberkochen e Unterkochen.

## Cultura e luoghi interesse

### Teatro
La città gestisce il "Teatro della Città di Aalen" (Theater der Stadt Aalen). Essendo stato fondato nel 1991 e avendo sei attori stipendiati, è il più nuovo e il più piccolo teatro civico in Germania. Inoltre gioca regolarmente, ma offre anche quattro club di teatro per tutti i livelli di età. Durante la stagione 2008/2009, 400 rappresentazioni di dieci produzioni attirato più di 21.000 visitatori. Direttore del teatro è Katharina Kreuzhage.

### Schubart Premio Letterario
Come tributo a Christian Friedrich Daniel Schubart, che ha trascorso la sua infanzia e giovinezza ad Aalen, la città impartisce il "Premio Letterario Schubart" (Schubart-Literaturpreis) fin dal 1955, questo è uno dei più antichi premi letterari nel Baden-Württemberg. È assegnato ogni due anni a scrittori di lingua tedesca, il cui lavoro in accordo con il "ragionamento liberale e illuminante" di Schubart ed è retribuito con 12.000 euro.

### Musica

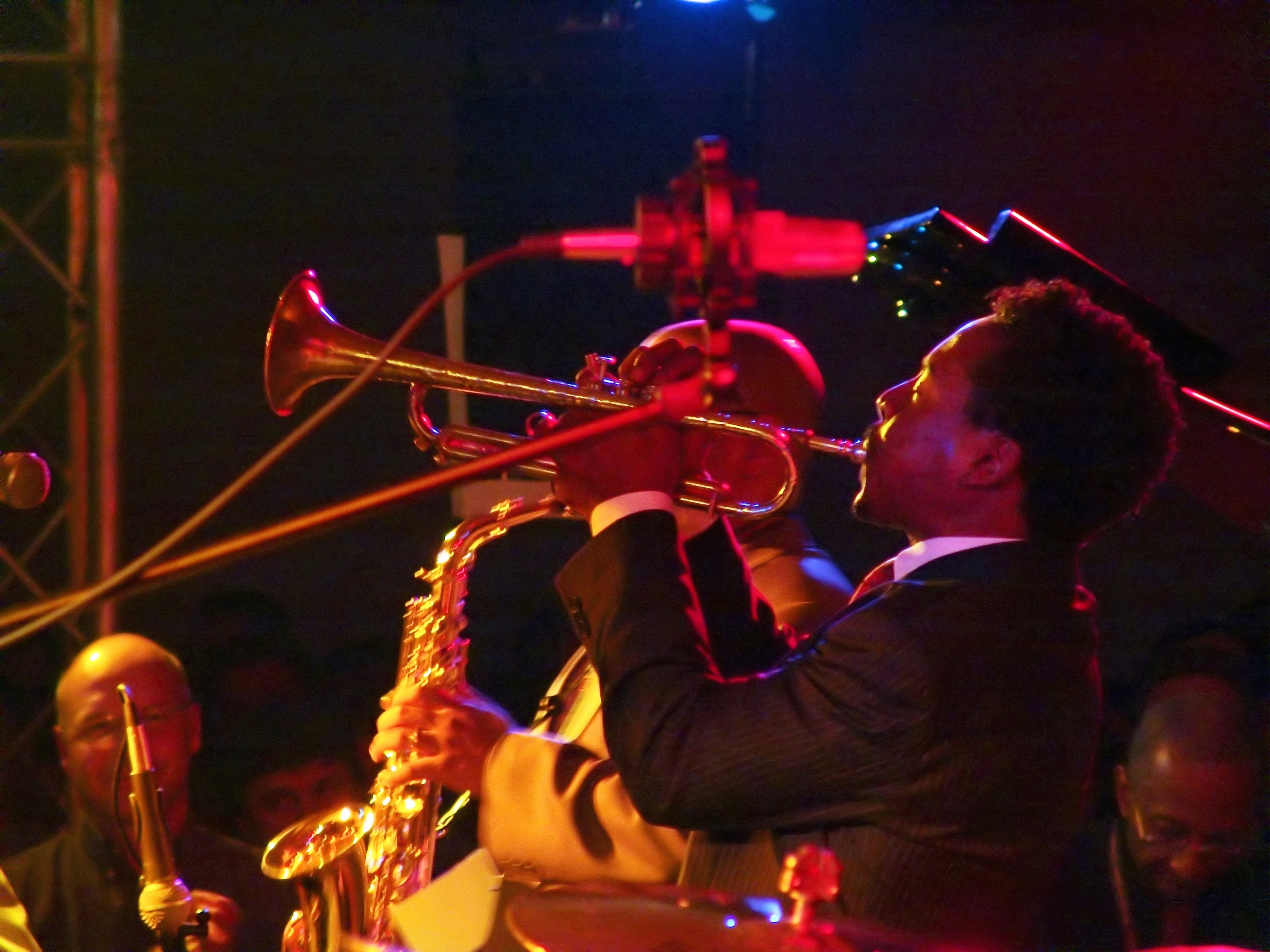
Roy Hargrove AA jazz 02-2008-08-10

Nel 1958 è nata la "Scuola di Musica della Città di Aalen", dove oggi circa 1.500 studenti seguono corsi tenuti da 27 docenti di musica in 30 soggetti. Dal 2009 la scuola è diretta da Ralf Eisler.
Nel 1977, un'orchestra sinfonica è stata fondata nel Aalen, che oggi si chiama Aalener Sinfonieorchester, e consiste principalmente di docenti e studenti della scuola di musica.
Si eseguono tre concerti pubblici all'anno:. Il "Concerto di Capodanno" a gennaio, il "Concerto Sinfonico" in luglio e un "Concerto di Natale" nel mese di dicembre.
Oltre a ciò, altri festival di musica si svolgono regolarmente ad Aalen, come il Festival Jazz Aalen.
Il reparto di volontariato di Aalen, dal 1952, ha una banda musicale le cui radici risalgono al 1883. Nel 1959, la band ha ricevuto il suo glockenspiel, primo ospite televisivo Pietro Frankenfeld in occasione di una apparizione televisiva.

## Amministrazione

### Gemellaggi
- Cervia